# 井上雄貴
井上 雄貴（いのうえ ゆうき、1995年1月23日 - ）は、日本の男性声優。神奈川県出身。マウスプロモーション所属。

## 来歴
小さい頃は、子供向けアニメを少し観ていたくらいであり、中学3年生くらいに深夜アニメを見始めて、アニメに熱中して、ライトノベルも読んでいた。好きになるきっかけは『涼宮ハルヒの憂鬱』、『灼眼のシャナ』。
小さい頃から将来の夢がなく高校1年生の時の進路相談の面談で「普通の会社員というよりは、好きなことや楽しいことを仕事にしたいな」と思い、エンターテインメント系の資料を見ていたところ職業としての声優に文字が目に入る。「自分が声をあてる声優になれる道があるんだ」と思い、声優を目指し始めた。職業としての声優以外は考えなかったという。
2011年、日本ナレーション演技研究所
卒業2013年、東京アナウンス学院放送声優科に在学中、一般公募のオーディションを受け合格し「ZEN THE HOLLYWOOD」のメンバーとなる。その活動の中でテレビアニメ「少年ハリウッド -HOLLY STAGE FOR 49-」に出演し、声優デビューを果たしたが、喉の不調を理由に2015年6月24日に卒業を発表。2015年6月27日のイベントを以って同ユニットを卒業した。
その後はマウスプロモーションの養成所に通いながら、2016年3月より「ツキクラ」メンバーとして活動し、2016年10月に「天使の3P!」の貫井響役でテレビアニメ初主演を務めることが発表された。
2017年4月、マウスプロモーション所属となる。

## 人物
中学時代はテニス部、高校時代は軽音楽部に所属して、ベースを担当。
高校1年生の時にマクドナルドのアルバイトを4年間していた。
趣味・特技はギター・ベース・ドラムの演奏、バイクや車の運転・メンテナンス、カラオケ、ダンス、ソフトテニス、野球、水泳、なわとび、ルービックキューブである。

## 出演
太字はメインキャラクター。

### テレビアニメ
2014年
- 少年ハリウッド -HOLLY STAGE FOR 49-（2014年 - 2015年、須山勝也、スタッフ、観客、男子高校生、イノ 他） - 2シリーズ

2016年
- アイカツスターズ!（2016年 - 2017年、スタッフ、ファン、フフフ君）
- うたの☆プリンスさまっ♪ マジLOVEレジェンドスター（スタッフ、使用人3）
- ツキウタ。 THE ANIMATION（ディレクター）
- テイルズ オブ ゼスティリア ザ クロス（民衆）
- TRICKSTER -江戸川乱歩「少年探偵団」より-（佐藤拓海）
- 一人之下 the outcast（掌門）
- ファンタシースターオンライン2 ジ アニメーション（男子生徒、アークス、客、生徒）

2017年
- AKIBA'S TRIP -THE ANIMATION-（客B、執事A）
- 覆面系ノイズ（男子生徒2、男性1）
- アトム ザ・ビギニング（A106）
- 王室教師ハイネ（学生）
- ナナマル サンバツ（伊藤、小原めぐる）
- 天使の3P!（貫井響）
- 異世界はスマートフォンとともに。（九重重太郎）
- アニメガタリズ（陸上部員、生徒）
- ネト充のススメ（洗濯機）

2018年
- ラーメン大好き小泉さん（男子A）
- Spiritpact（妖怪A、妖怪1）
- HUGっと!プリキュア（男子生徒）
- かくりよの宿飯（サスケ）
- グラゼニ（武井）
- イナズマイレブン アレスの天秤（2018年 - 2019年、竹見幸助） - 2シリーズ
- ベルゼブブ嬢のお気に召すまま。（オティス）
- ジョジョの奇妙な冒険 黄金の風（2018年 - 2019年、少年C、学生B、通行人A、少年B）

2019年
- 愛玩怪獣（渡辺大輔）
- 荒ぶる季節の乙女どもよ。（店員、男子生徒）
- うちの娘の為ならば、俺はもしかしたら魔王も倒せるかもしれない。（ヨーゼフ）
- 戦×恋（松村、AD、学生A、アナウンス、警察官）
- ぼくたちは勉強ができない!（観客生徒B）

2020年
- 異種族レビュアーズ（サムターン）
- 群れなせ!シートン学園（生徒会・執行部員）
- number24（李洪浜）
- りばあす（カードキャタピラ店員）
- ハイキュー!! TO THE TOP（姫川葵）
- あひるの空（田辺）
- ド級編隊エグゼロス（鳥越）
- GREAT PRETENDER（カイオ・ビスコンティ）
- 無能なナナ（子分A）
- 神達に拾われた男（2020年 - 2023年、アサギ） - 2シリーズ
- 呪術廻戦（友人）

2021年
- 2.43 清陰高校男子バレー部（紋代中部員）
- キングスレイド 意志を継ぐものたち（パベル）
- はたらく細胞BLACK（赤血球）
- 東京リベンジャーズ（中学1年）
- EDENS ZERO（冒険者、NPC）
- Fairy蘭丸〜あなたの心お助けします〜（運営、ホスト）
- イジらないで、長瀞さん（細川くん）
- 精霊幻想記（2021年 - 2024年、アルフォンス＝ロダン） - 2シリーズ
- マジカパーティ（ルードヴィッヒ）
- ぼくたちのリメイク
- 86-エイティシックス-（アイドル男）
- 見える子ちゃん（化け物）
- ビルディバイド -＃000000-（学生）

2022年
- その着せ替え人形は恋をする（生徒）
- フットサルボーイズ!!!!!（峰岸）
- 薔薇王の葬列（ヨーク兵士C）
- BORUTO-ボルト- NARUTO NEXT GENERATIONS（稲光カンデ）
- シュート!Goal to the Future（岸谷）

2023年
- ひろがるスカイ!プリキュア（2023年 - 2024年、生徒、男子、店員、隊員、新聞屋 他）
- 異世界でチート能力を手にした俺は、現実世界をも無双する〜レベルアップは人生を変えた〜
- 転生貴族の異世界冒険録〜自重を知らない神々の使徒〜（受験生A）
- くまクマ熊ベアーぱーんち!（ランドル）
- レベル1だけどユニークスキルで最強です（男）
- 聖者無双〜サラリーマン、異世界で生き残るために歩む道〜（若者）
- 七つの魔剣が支配する（男子生徒B）
- 幻日のヨハネ -SUNSHINE in the MIRROR-
- るろうに剣心 -明治剣客浪漫譚- (2023)（平）
- お嬢と番犬くん（瑠可）
- シャングリラ・フロンティア（ソーマ）

2024年
- 月刊モー想科学（ノイン）
- SYNDUALITY Noir
- 刀剣乱舞 廻 -虚伝 燃ゆる本能寺-（森蘭丸）

2025年
- 花は咲く、修羅の如く（子ども）
- トリリオンゲーム（同級生）
- 悪役令嬢転生おじさん（アラン・ジュピター）
- ウィッチウォッチ（銚子鯉輝、男子生徒2、男、犬たち、サラリーマン 他）

### 劇場アニメ
- アイカツ!ミュージックアワード みんなで賞をもらっちゃいまSHOW!（2015年）
- 劇場版アイカツスターズ!（2016年、お客さん）
- 劇場版 ソードアート・オンライン -オーディナル・スケール-（2017年、カップル男）
- HoneyWorks 10th Anniversary "LIP×LIP FILM×LIVE"（2020年）
- 劇場版 Collar×Malice -deep cover-（2023年） - 後編

### Webアニメ
- マウスどうぶつえん（2017年 - 、カワウソのゆうき）
- いつか会えるキミに（2018年、キボウ[26]）
- マウスどうぶつえん名作劇場（2020年、カワウソのゆうき）

### ゲーム
2016年
- アカシックリコード（ジャック・ブレイブハート、“法の番人”ライサンダー）
- 逆転オセロニア（アギラ）
- ゲス恋？リア充？理性崩壊…！禁断のチャット型恋愛ゲームアプリ（武井朋也）
- シドストーリー（サンチョ、ベートーヴェン）
- VIIDOG CODE-ヴィドッグ・コード-（雛守清人）
- ピカピカナース物語 小児科はいつも大騒ぎ（ゆう）
- ファンタジーウォータクティクス（ガンナーレイジ）
- フィリスのアトリエ（街のお兄さん、行商人）

2017年
- キャプテン翼〜たたかえドリームチーム〜（本間実）
- 幻想少女（司馬懿、郭嘉、周倉）
- 追放選挙（石動道宗）
- ツキノパラダイス（市ヶ谷リンタロウ）
- パラノーマルキス -Paranormal Kiss-（赤星成海）
- 一血卍傑-ONLINE-（コトシロヌシ）
- 真・女神転生 DEEP STRANGE JOURNEY
- クルセイダークエスト（ラッター、オシリス）
- リディー&スールのアトリエ 〜不思議な絵画の錬金術士〜（マティアス・フェリエ・アダレット）

2018年
- 文豪とアルケミスト（アオ）
- ららマジ（樋野カグラ）
- わんニャンどうぶつ病院〜ペットのお医者さんになろう〜（はやみかいと）
- 相剋のエルシオン 光と闇の輪廻（サンディアン）
- イケメン戦国◆時をかける恋　新たなる出逢い（三吉）
- 実況パワフルプロ野球2018（九条万能）
- 世界樹の迷宮X
- 幻獣契約クリプトラクト（ヘンゼル、フギン）
- でみめん（リヴァイアサン）
- キングスレイド（パベル）

2019年
- ラングリッサー モバイル（スコット、レアード）
- なむあみだ仏っ!-蓮台 UTENA-（金剛燈菩薩、金色孔雀王）
- メイプルストーリー2（男プリースト）
- ファイアーエムブレム 風花雪月（アッシュ＝デュラン）
- 剣が刻（青波征一郎、心）
- 神様しばい（大道雄一）

2020年
- フードファンタジー（フランスパン）
- キャプテン翼ZERO ～決めろ！ミラクルシュート～（コンティ）
- キャプテン翼 RISE OF NEW CHAMPIONS（コンティ）
- 聖闘士星矢 ライジングコスモ（猟犬星座・アステリオン）

2021年
- ファイアーエムブレム ヒーローズ（2021年 - 2024年、アッシュ）
- エクリプスサーガ（セト）
- ワールドフリッパー（伊野里ショウタ）
- 悪魔執事と黒い猫（ラムリ・ベネット）

2022年
- ファイアーエムブレム無双 風花雪月（アッシュ＝デュラン）
- ドールズフロントライン：ニューラルクラウド（ヤニー）

2023年
- グーニャモンスター（クリオネ）
- ゴールドラッシュバトラー（セイヤ）
- モンスターストライク（煙々羅）
- グランサガ（キッシュ）
- 夢みるぴょんぴょんランド（ノイエ）

2024年
- 刀剣乱舞ONLINE（大慶直胤）
- 崩壊:スターレイル
- 原神（カリベルト、子オオカミ）
- プロジェクトセカイ カラフルステージ! feat. 初音ミク
- メタファー：リファンタジオ
- ヘブンバーンズレッド（関根ケイタ）

### ドラマCD
- セブンスシスターズ2031〜夏のコミジェネ・伝説のゲリラライブの巻〜（2016年、モブ男）
- 葬除屋XRAID ドラマCD【Judge the mistakes-過ちの代償-】（2016年、修一）
- 劇団アルタイル シリーズ（2017年、市ヶ谷リンタロウ[62]）
- 天使の3P!（2017年、貫井響[63]）
- MAUSU THEATER vol.025『イケボ戦隊ビセイジャー！』（2018年、黄島透、ビセイイエロー）
- 聞く、演じる!日本昔のおはなし 第7巻（2018年、主演[64]）
- NaGoMi（2020年、まさき[65]）
- Live us vol.1～vol.6（2021年、月爍ノーテ[66]）

### BLCD
- きこえる？（日里[67]）
- 三角オペラ（相田[68]）
- ROMEO（ジェイド（少年）[69]）
- ハローモーニングスター（龍平[70]）
- 嫌いじゃないけど人間てコワイ!!（松下ユウヒ[71]）
- 叶わぬ恋の結び方（今池[72]）
- 俺たちナマモノ？です（2020年－2023年、榛名）
  - 続！俺たちナマモノ？です
- やまない不幸の終わらせ方（今井）
- ふたりあそび（廉（子供時代））
- 夢みるぴょんぴょんランドAfter VOICE DRAMA「子供には見せられないやつ」（ノイエ[73]）

### 吹き替え

#### 映画
- モービウス（2022年[74]）
- シニアイヤー（2022年、ニール）
- セーヌ川の水面の下に（2024年[75]）

#### ドラマ
- サイテー!ハイスクール（2018年、タイラー）
- レイブンのウチはチョー大変!（2019年、カーティス）
- マジック ベイクオフ（2021年、ジェス）
- ケイブ・レスキュー: タイ洞窟必死の救出（2022年、ビュー）
- HEARTSTOPPER ハートストッパー（2023年、ジェームズ）
- コッソンビ 二花院の秘密（2023年）

#### アニメ
- 全力!プラウドファミリー（2022年、マイケル[76]）
- 百妖譜（2024年、書生）
- 『インサイド・ヘッド』の世界より:ライリーの夢の製作スタジオ（2024年、カナダ人のボーイフレンド）

### ナレーション
- 湘南台文化センタープラネタリウム「ぼくは宇宙にいる〜星空の距離感〜」（2017年11月18日〜2018年3月11日）

### ラジオドラマ
- パラミリタリ・カンパニー 萌える侵略者 WEBドラマ（2017年、長居[77]）

### デジタルコミック
- ブレイブ フロンティア 第二話『新たなる脅威』（2017年、カル[78]）
- CARNELIAN BLOOD 第Ⅴ話「贖罪」（2020年、ルッツ[79]）
- 恋の神様（2021年、土辺太一[80]）
- おのぼりキジムナー（2022年）[81]
- そこで星屑見上げてろ（2022年、天川彗）[82]
- サーシャちゃんとクラスメイトオタクくん（2023年、藤原くん(ししょー)）[83]
- 女装男子はスカートを脱ぎたい!（2024年、モブ男子A[84]）
- スライム聖女（2025年、執事D）[85]

### ラジオ
※はインターネット配信。
- ツキクラ裏語録（2016年、アニメイトタイムズ※）
- アトム ザ・ビギニング 7研 1031ラジオ（2017年、音泉※）[86]
- TOKYO FINE BOYS（2018年 - 、ニコニコ生放送※）[87]

### テレビ番組
※はインターネット配信。
- 山下大輝の少ハリねずみカラー情報局（2015年、ニコニコ生放送※）
- ツキプロch.（2016年、TOKYO MX）
- オトメイトチャンネル（2016年 - 2018年、ニコニコ生放送※）
- メガネプリンアラモード〜生とまきびしを添えて〜（2017年、Live.me※）
- ダイマん族TV（2018年 - 2019年、YouTube Live※）
- 井上雄貴プラスワン（2025年、ニコニコ生放送※）

### その他コンテンツ
- 人狼バトル lies and the truth 2020 FEBRUARY〜人狼VSプリズナー〜（2020年）
- ほっぺポムリス（2021年、ミント[88]）
- Project:;COLD（2022年、水沢康太[89]）

## ディスコグラフィ

### キャラクターソング
| 発売日         | 商品名                                     | 歌 | 楽曲                                        | 備考                                           |
| -------------- | ------------------------------------------ | --- | ------------------------------------------- | ---------------------------------------------- |
| 2017年2月15日  | Break It Down                              | Rigel                                                                                                 | 「Break It Down」 「Ki-Ra-Ri☆」 「花言葉」  | キャラクターCD『劇団アルタイル』シリーズ関連曲 |
| 2018年3月14日  | a galaxy of new stars                      | 市ヶ谷リンタロウ（井上雄貴）                                                                          | 「紙飛行機」                                | キャラクターCD『劇団アルタイル』シリーズ関連曲 |
| 2021年11月10日 | STATION IDOL LATCH! STATION IDOL LATCH! 03 | 和泉オーキッド亜恋 / 高輪GW駅（森嶋秀太）、英皐月 / 駒込駅（高塚智人）、高岩大智 / 巣鴨駅（井上雄貴） | 「花びら舞う夜に」                          | 『STATION IDOL LATCH!』関連曲                  |
| 2022年2月23日  | ライブ・ア・ライフ！                       | TapeTum                                                                                               | 「ライブ・ア・ライフ！」 「Lies and truth」 | 『Live us』関連曲                              |
| 2022年10月12日 | 一千年後                                   | 和泉オーキッド亜恋 / 高輪GW駅（森嶋秀太）、英皐月 / 駒込駅（高塚智人）、高岩大智 / 巣鴨駅（井上雄貴） | 「一千年後」                                | 『STATION IDOL LATCH!』関連曲                  |

### その他参加作品
| 発売日        | 商品名                | 歌       | 楽曲         | 備考                                                    |
| ------------- | --------------------- | -------- | ------------ | ------------------------------------------------------- |
| 2018年1月31日 | MAUSU THEATER vol.018 | 井上雄貴 | 「キミホシ」 | マウスショップ限定発売CD『MAUSU THEATER』シリーズ関連曲 |

### シリーズ一覧
1. ↑  第1期（2014年）、第2期『HOLLY STAGE FOR 50-』（2015年）
2. ↑  『アレスの天秤』、続編『オリオンの刻印』
3. ↑  第1期（2020年）、第2期『2』（2023年）
4. ↑  第1期（2021年）、第2期『2』（2024年）

### 初出話一覧
1. 1 2 3  第1話初出
2. 1 2  第18話初出
3. ↑  第20話初出
4. 1 2  第11話初出
5. ↑  第2話初出
6. ↑  第6話初出
7. ↑  第12話初出
8. ↑  第13話初出

### ユニットメンバー
1. ↑  市ヶ谷リンタロウ（井上雄貴）、大崎イズモ（古畑恵介）、渋谷ヨウスケ（小松準弥）、辰巳マキ（徳武竜也）
2. ↑  月爍ノーテ（井上雄貴）、月爍ルアテ（天﨑滉平）